# Ahmet Kural
Ahmet Kural (Kütahya, 10 novembre 1982) è un attore turco.

## Carriera
A causa dell'influenza della sorella maggiore che studiava recitazione, Kural ha deciso di diventare attore e ha iniziato a lavorare a teatro alle superiori. Terminò gli studi all'Università di Selçuk e ottenne un master alla Bilkent University. Ha anche preso lezioni di recitazione al Müjdat Gezen Arts Center.
Mentre continuava la sua formazione, si è unito al teatro Levent Kırca-Oya Başar Tiyatrosu. Mentre i suoi studi teatrali continuavano, iniziò ad apparire in televisione nella serie Fikrimin İnce Gülü e sul canale TRT nella serie Evimin Erkeği. In seguito ottenne il ruolo da protagonista nella serie Gazi. Nello stesso anno, è stato scelto per far parte del cast del film Güneşin Oğlu. Poi è apparso in un episodio di Ramazan Güzeldir.
Nel 2010, insieme a Murat Cemcir, ha interpretato uno dei protagonisti nel film Çalgı Çengi. Il 28 giugno 2012 nella serie İşler Güçler in onda su Star TV interpreta uno dei protagonisti